# Alexis Bœuf
Alexis Bœuf (* 4. března 1986, Chambéry, Francie) je bývalý francouzský biatlonista, juniorský štafetový šampion a několikanásobný medailista ze štafetových závodů z mistrovství světa. Poprvé se na světovém šampionátu prosadil v roce 2011 v Chanty-Mansijsku, kde vybojoval ve smíšené štafetě bronzovou medaili. Na mistrovství světa 2012 v Ruhpoldingu získal stříbrnou medaili v mužské štafetě. Dvě stříbrné medaile vybojoval také v mužské a smíšené štafetě na mistrovství světa 2013 v Novém Městě na Moravě. Ve štafetových závodech získal také medaile na juniorském světovém šampionátu a evropském šampionátu v roce 2006. V individuálních závodech se na světových šampionátech medailově neprosadil.
Krátce po sprintu v Hochfilzenu v sezóně 2014/15, kde obsadil konečné 87. místo, se rozhodl ukončit sportovní kariéru. Hlavním důvodem pro něj bylo to, že mu biatlon nepřinášel tolik radosti a chtěl směřovat svůj život jinam.
Ve světovém poháru dokázal zvítězit v jednom individuální závodě, a to v americkém Presque Isle v sezóně 2010/11. S francouzskou mužskou štafetou pak vybojoval čtyři prvenství.

## Výsledky

### Juniorská mistrovství
Zúčastnil se dvou Mistrovství světa juniorů v biatlonu. Nejlepším výsledkem je pro něj zisk zlaté medaile ze štafety z šampionátu v americkém Presque Isle v roce 2006. Individuálně se dokázal nejlépe umístit na 8. místě.
| Sezóna  | D   | Místo        | SP  | SZ  | IZ  | ŠT  | Věk    |
| ------- | --- | ------------ | --- | --- | --- | --- | ------ |
| 2004/05 | MSJ | Kontiolahti  | 24. | 15. | 15. | 16. | 19 let |
| 2005/06 | MSJ | Presque Isle | 8.  | 9.  | 25. | 1.  | 19 let |
| 2006/07 | MSJ | Martell      | 28. | 8.  | 15. | 13. | 20 let |

## Vítězství v závodech SP

### Individuální
| Datum:        | Místo:            | Disciplína:   |
| ------------- | ----------------- | ------------- |
| 6. února 2011 | Presque Isle, USA | stíhací závod |

### Kolektivní
| Datum:         | Místo:                | Disciplína: |
| -------------- | --------------------- | ----------- |
| 22. ledna 2012 | Rasen-Antholz, Itálie | štafeta     |
| 10. ledna 2013 | Ruhpolding, Německo   | štafeta     |
| 20. ledna 2013 | Rasen-Antholz, Itálie | štafeta     |
| 19. ledna 2014 | Rasen-Antholz, Itálie | štafeta     |

#### Profily
- Alexis Bœuf v databázi Mezinárodní biatlonové unie (anglicky)
- Alexis Bœuf v databázi Olympedia (anglicky)